# 韩长赋
韩长赋（1954年10月10日—），黑龙江宾县人，中华人民共和国政治人物。中国人民大学农业经济系、清华大学人文社会科学学院法学专业毕业。1974年1月加入中國共產黨；是中共第十六届中纪委委员，第十七届、十八届、十九届中央委员。曾任农业农村部部长、党组书记。

## 经历

### 政治生涯
韩长赋的仕途起步于家乡。1973年2月，参加工作的韩长赋先后担任黑龙江省宾县满井公社千和学校民办教师、千和大队党支部书记。1975年10月，进入黑龙江省呼兰师范学校延寿分校学习。学习结束后，调入宾县县委工作，任组织部干部、团县委副书记。
1979年6月，韩长赋被调入共青团中央，被安排到青农部工作，先后担任普通干部、副处长、处长。1987年4月，任青农部副部长。1990年6月，出任青农部部长。1980年12月至1985年12月，韩长赋在中国人民大学函授学院补齐教育履历，先后在中文专业进行专科、本科课程学习。
1990年7月，刚当上团中央青农部部长的韩长赋升任共青团中央常委，并改任宣传部长、青农部长。1994年7月，调入中央財經領導小組辦公室，任农村組副組長。1998年6月，升任中央財經領導小組辦公室副主任。2001年出任農業部常务副部長；两年后，转任國務院研究室副主任、党组副书记；是中国政府高层在国家宏观经济运行、农村发展等方面的智囊；其学术研究在理论界与政府决策部门有广泛影响。
为补充其地方管理经验，2006年12月，中共中央决定，任命韩长赋为中共吉林省委副書記，并出任副省長、代省長；2007年1月正式担任吉林省人民政府省长。三年后，韩长赋回到农业部，出任农业部党组书记。2009年12月，全國人大常委会任命韓長賦為農業部部長。2018年3月19日任改组后的农业农村部部长。因为脱贫攻坚任务，韩长赋留任一年，直到2020年12月，66岁的韩长赋方才结束了他整整十一年的农业部长生涯。
2021年3月，增补为全国政协经济委员会副主任、第十三届全国政协委员。2023年3月退休。